# 田島匠悟
田島 匠悟（たじま しょうご、1998年9月20日 - ）は、日本の俳優。サムライプロモーション所属。広島県出身。身長167cm、体重60kg。

## 出演

### 映画
- ファーストパンチ（2012年1月14日、前田万吉監督） - 主演・タルオ役[1][2][3]
- 闇金ウシジマくん（2012年8月25日、山口雅俊監督）[4]
- 神さまの言うとおり（2014年11月15日、三池崇史監督）
- デスフォレスト 恐怖の森（2014年12月20日、一見正隆監督）[5][6][7]
- 図書館戦争-THE LAST MISSION-（2015年10月10日、佐藤信介監督）

### テレビ
- ゴーイング マイ ホーム（2012年、関西テレビ、テレビマンユニオン制作・フジテレビ系列）
- 書店員ミチルの身の上話（2013年、NHK）
- 天魔さんがゆく（2013年、TBS）

### CM
- 東京ガス「企業広告」
- 乃木坂46「キャンペーンWEBサイト告知」
- セガ「ファンタシースターオンライン」
- アサヒビール「アサヒ糖質フリー」
- 三井住友銀行「企業広告」
- 日産自動車「NEW販促 CUBE篇」
- 日本生命保険「企業広告」
- ジャパンコミュニケーション「求人ポータルサイト 職ぱん」
- モスフードサービス「モスバーガー」
- 日本コカ・コーラ「ベンダーキャンペーン」
- 洋服の青山「総力祭」
- 東急不動産
- 本田技研工業「パッソ 花女子学園3学期」
- ソニー「企業広告」
- ピーアーク「企業広告」

### その他
- WEBドラマ　LISMO『婚前特急-結婚まであと117日-』（2011年、前田弘二監督）